# Chontaquiro
Chontaquiro (Chontakiro; =crni zubi) ime skupini Piro Indijanaca naseljenih u šumama Cuzca u Peruu. Svoje ime dobivaju po tome što svoje zube, kao i plemena Conibo, Xipibo i Setebo bojaju crnom bojom dobivenom iz korijenja chonte (Peperonia tinctorioides), a dolazi od chonta =black wood, + quiros =zubi.
Druga Piro skupina su Simirinch s rijeke Ucayali.

## Slike
- Objects of the Chontaquiros 1869 Peru[neaktivna poveznica]
- Chontaquiros Indians 1869 Peru  Arhivirana inačica izvorne stranice od 6. ožujka 2016. (Wayback Machine)